# 723

## Събития
Основан е градът Катманду (столицата на Непал)